# Ceramica almagra
La ceramica almagra è un tipo di ceramica rossa rinvenuta in alcuni siti archeologici, databili al periodo neolitico, della Spagna meridionale.

## Storia
Nel VI millennio a.C. l'Andalusia venne raggiunta dai primi agricoltori che importarono oltre a varie specie di animali anche le prime tecniche di lavorazione della ceramica. La loro origine è incerta benché una provenienza nord africana sia probabile. Il neolitico andaluso influenzò anche altre aree come il Portogallo meridionale, area geografica dove le prime tombe a dolmen furono costruite intorno al 4800 a.C..